# 전기자동차의 역사
전기자동차는 19세기 중반에 처음 등장하였다. 1900년경까지는 전기 자동차가 최고 속도 기록을 보유하고 있었다. 20세기에는 내연기관 차량에 비해 높은 가격, 낮은 최고 속도와 짧은 항속거리로 인해 배터리식 전기자동차를 승용차로 사용하는 일이 전 세계적으로 드물어졌으나, 적재, 화물 수송, 대중 교통 (특히 철도 차량) 분야에서는 전기자동차가 계속 사용되었다.
21세기 초에는 화석 연료를 사용하는 자동차들이 일으키는 문제들, 즉 배기 가스에 의한 대기 오염, 탄화수소 기반 운송 인프라의 지속 가능성 등에 대한 경각심이 높아지는 한편 전기 자동차 기술의 개선이 이루어지면서 전기자동차 및 대체연료 자동차를 승용차로 활용하는 방안이 주목받기 시작하였다.
2010년 이후, 2016년 9월에는 순수 전기로 구동되는 승용차와 승합차의 누적 판매량이 세계적으로 100만 대를 돌파했고, 2019년 말에는 사용 중인 전기자동차가 480만 대에 이르렀으며, 2020년 말에는 경형 플러그인 전기자동차의 누적 판매량이 1000만 대를 달성했다. 배터리식 전기자동차와 플러그인 하이브리드의 전 세계 연간 판매량의 비율은 2012년 56:44에서 2019년 74:26으로, 2020년에는 69:31로 떨어졌다. 2020년 08월 기준, 순수 전기자동차인 테슬라 모델 3은 약 645,000대 판매를 기록하여 세계에서 역사상 가장 많이 팔린 플러그인 전기 승용차이다.

## 1830년대 ~ 1910년대

### 소형 모형 자동차
전기자동차는 디젤 엔진, 가솔린 엔진을 사용하는 오토사이클(정적사이클) 방식의 자동차보다 먼저 고안되었다. 1832년부터 1839년 사이에 영국 스코틀랜드의 사업가 로버트 앤더슨은 전기자동차의 시초라고 할 수 있는 초보적인 전기 동차를 세계 최초로 발명하였다. 1835년에는 네덜란드 흐로닝언의 대학 교수 시브란두스 스트라팅과 그의 독일인 조수 크리스토퍼 베커가 일차 전지로 구동되는 작은 전기자동차를 만들었다.

### 전기 기관차
1834년에는 미국 버몬트의 대장장이 토마스 데이븐포트가 전기 기관차와 유사한 장치를 고안하였으며, 1837년에는 영국 스코틀랜드의 로버트 데이비슨이 최초의 전기 기관차를 발명하였다. 이 기관차는 갈바니의 축전지를 사용하였으며 전기 기관차의 등장을 고용 위험 요소로 생각한 철도 노동자들에 의해 파괴되었다.

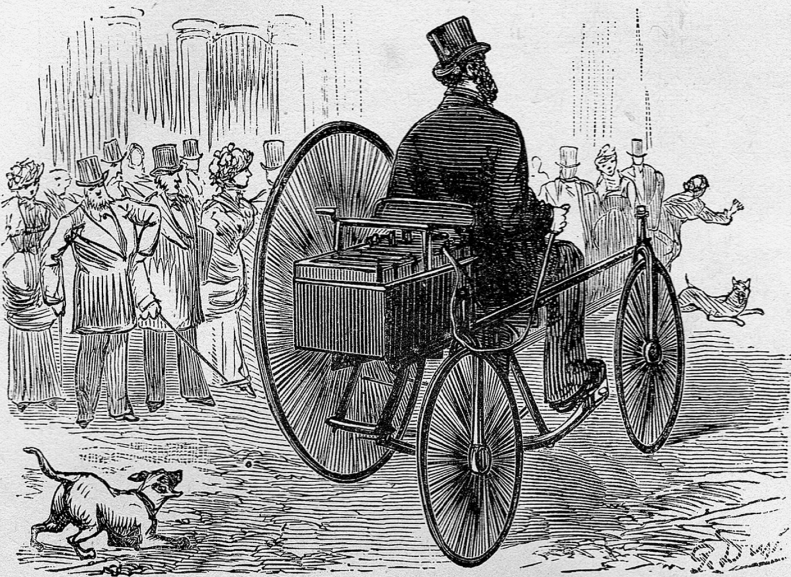
삼륜 자전거를 응용한 구스타브 트루베의 세계 최초의 전기 자동차 (1881)

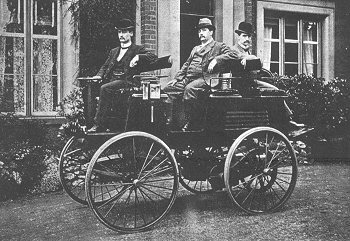
영국에서 토마스 파커가 만든 전기 자동차. 1895년 사진.

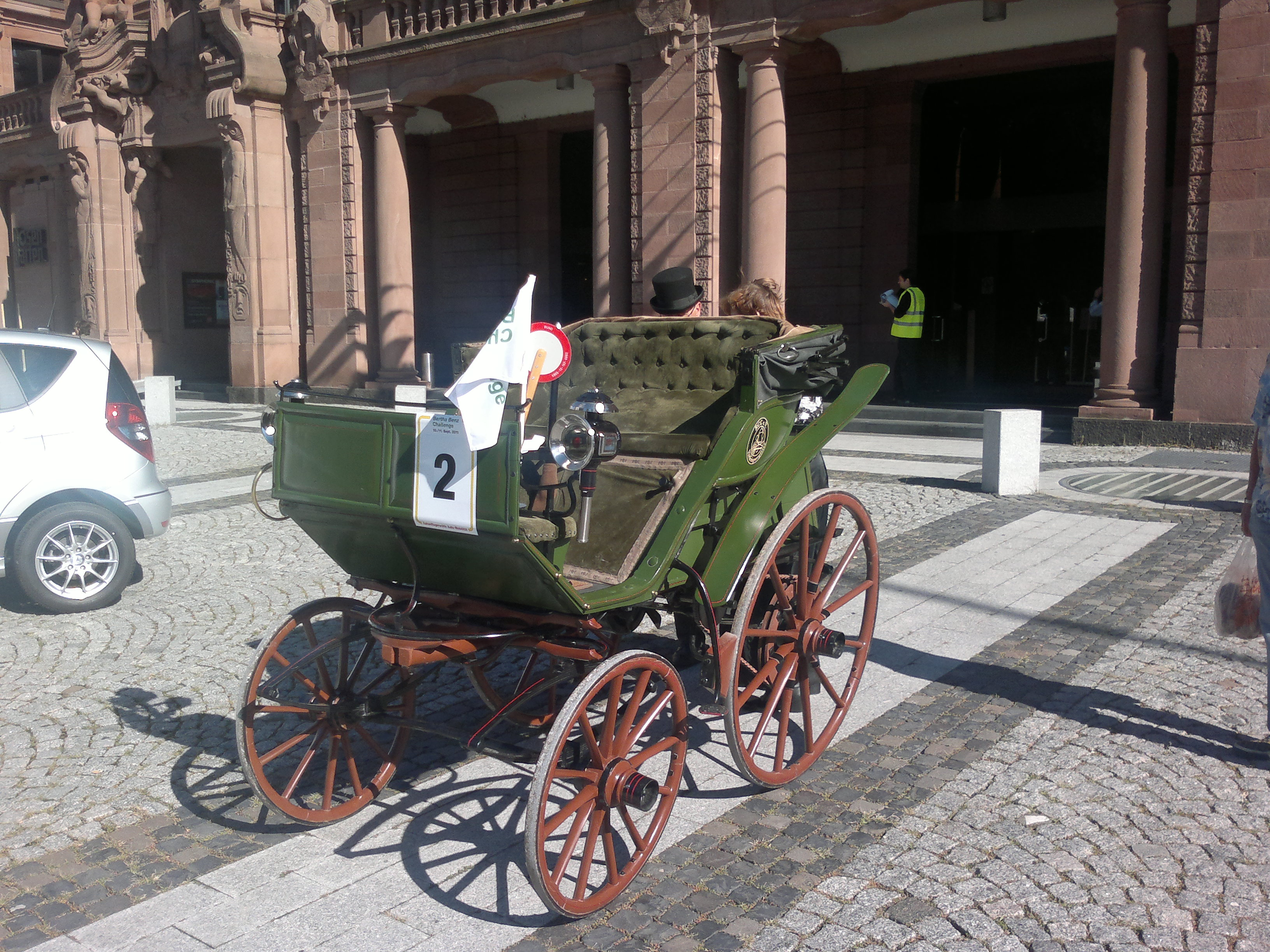
플로켄 일렉트로바겐, 1888 (2011년 재현품)

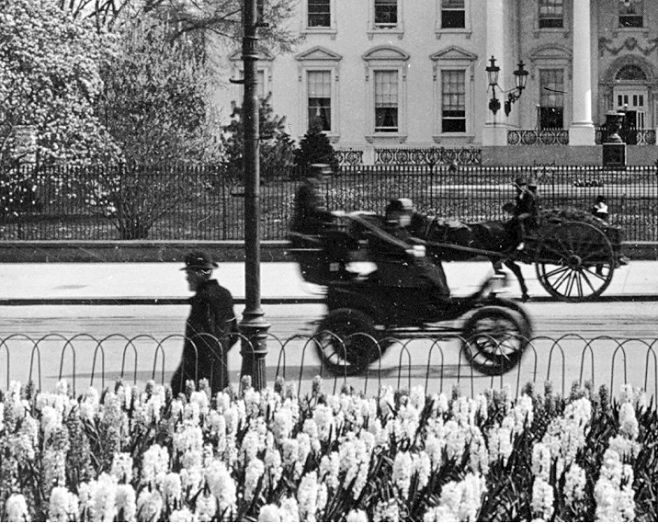
워싱턴 DC의 펜실베이니아 애비뉴에 있는 콜럼비아 일렉트릭의 "빅토리아" 전기 택시(1896~99). 1905년, 백악관 앞을 운전하는 모습으로 라파예트 광장에서 촬영함.

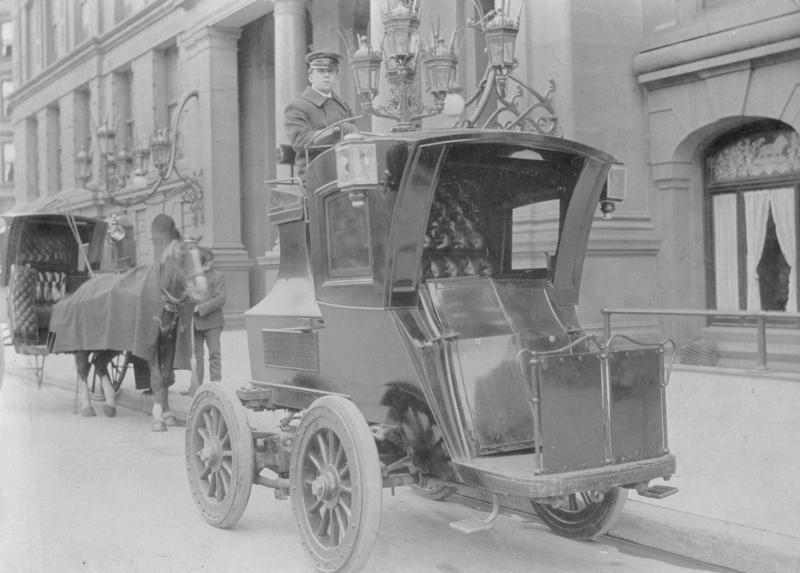
1904년, 독일의 전기자동차에 운전사가 탑승한 모습

### 최초의 전기자동차
1859년에 프랑스의 가스통 플랑테가 축전지를 발명하였으며, 1881년에 다른 프랑스 과학자인 까미유 포레가 더 많은 저장용량을 가진 축전지를 개발하였다. 축전지의 발명 및 발전은 전기자동차의 발전에 크게 기여하였다.
프랑스 발명가 구스타프 트루베가 1881년 4월에 파리의 도로에서 시험한 삼륜 자동차는 최초로 사람을 태운 전기자동차로 여겨진다. 트루베는 1880년에 지멘스제 전기모터를 개량하고 당시 신기술이었던 충전지를 연결한 뒤 삼륜자전거에 장착하여 최초의 전기자동차를 개발하였고, 1881년 4월 19일에 시험 운행에 성공하였으나 특허를 내지는 못했다.
프랑스와 영국은 전기자동차의 광범위한 개발을 지원한 최초의 국가들이었다.

### 황금기
이후 1890년대 후반에서 1900년대 초반에 걸쳐 전기자동차는 급속도로 보급되었다.
전기자동차는 1900년대 초반의 휘발유 차량과 비교해서 냄새, 진동과 소음이 적었으며 기어를 바꿔 줄 필요도 없었다. 크랭크를 사용해 직접 엔진에 시동을 걸어 줘야 했던 당시의 휘발유 차량에 비해 시동을 걸기 쉽다는 점도 각광받았다.
1900년 시점에 미국에서 모든 자동차의 40%가 증기자동차, 38%가 전기자동차, 22%가 휘발유 자동차였다. 미국에서는 33,842대의 전기자동차가 등록되어 전기자동차가 가장 대중화된 나라가 되었다.
대부분 초창기 전기자동차들은 상류층 소비자들을 위해 화려하게 꾸며진 거대한 승용차였다. 이들은 고급스러운 내부와 값비싼 재료로 치장되어 있었다. 전기자동차의 판매량은 1910년대 초반에 정점을 찍었다.

## 1920년대–1980년대
1920년대 이후 미국 텍사스 등 세계 곳곳에서 원유가 대량으로 발견되며 휘발유의 가격이 떨어졌고, 도로망이 발전하며 전기자동차보다 긴 항속거리를 가진 자동차에 대한 수요가 증가하였다. 이에 따라 전기자동차는 자동차 시장에서 위상을 잃기 시작하였고, 기존의 단점을 대부분 극복한 휘발유 자동차가 시장의 주도권을 가지게 되었다.

## 1990년대 ~ 현재
금속 산화물 반도체(MOS) 기술의 출현은 현대적인 전기자동차의 개발로 이어졌다. MOSFET(MOS 전계 효과 트랜지스터 또는 MOS 트랜지스터)은 1959년 벨 연구소의 모하메드 마틴 아탈라와 강대원에 의해 발명되어 1969년 히타치의 전력 MOSFET 개발 및 1971년 인텔의 집적 회로 마이크로프로세서 개발로 이어졌다. 전력 MOSFET과 마이크로프로세서의 일종인 마이크로컨트롤러는 전기자동차 기술에 상당한 발전을 가져왔다. MOSFET을 사용한 전력 변환기는 훨씬 더 높은 스위치 주파수, 더 쉬운 조향과 변속, 낮은 전력 손실과 저렴한 가격 등을 가능하게 했으며, 단일 집적 회로로 만들어진 마이크로컨트롤러는 구동 제어 전반과 더불어 배터리 관리를 수행할 수 있게 되었다.

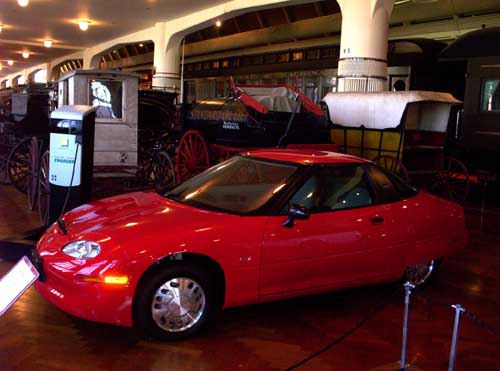
제너럴 모터스(GM)의 "EV1"

1990년대에 들어선 직후 휘발유 자동차에 의한 환경오염문제가 대두되었다. 1996년 제너럴 모터스(GM)사는 최초의 현대적인 양산 전기차로 볼 수 있는 EV1을 개발하였다. EV1은 미국 캘리포니아 지역에서 임대 형식으로 보급되었으나, GM은 수요가 크지 않아 수익성이 낮다는 이유로 1년만에 EV1의 조립라인을 폐쇄하였다.
2000년대 들어 고유가와 엄격해진 배기가스 규제 강화가 전기차 개발의 속도를 빠르게 하고 있다. 시장 규모도 급성장 중이다. 글로벌 컨설팅업체인 맥킨지는 자동차 수요가 폭증하고 있는 중국의 경우, 20년 내 2200억 달러(약 319조원) 규모로 전기차 시장이 성장할 것이라 전망했다.
GM은 2017년에 4만 달러 정도의 가격에 판매되는 보급형 전기차인 볼트 EV를 출시하였다.
테슬라는 전기차만 전문적으로 생산하는 승용차 제조사이다. 테슬라는 테슬라 모델 S, 테슬라 로드스터와 같은 제품들을 출시하였다.